# رزغ (باقران)
رزغ (بالفارسية: رزگ) هي مستوطنة تقع في إيران في قسم باقران الريفي. يقدر عدد سكانها بـ 106 نسمة .